# Брук-ан-дер-Лайта
Брук-ан-дер-Лайта (нім. Bruck an der Leitha) — місто в Австрії, у федеральній землі Штирія, на кордоні з Бургенландом, на березі річки Лейта.
Центр округу Брук-ан-дер-Лайта. Населення становить 7988 осіб (на 1 січня 2018 року). Займає площу 23,69 км². 

## Історія
У Бруку та його околицях були знайдені частини неолітичних знарядь праці, що свідчить про те, що в той час там існувало поселення. У римські часи тут перетиналися дві головні дороги, одна з яких була Бурштиновим шляхом, інша сполучала Віа Мілітаріс. Важливий римський військовий табір Карнунт був розташований лише в десяти милях на північний схід від Брука на Бурштиновому шляху. Кажуть, що в Бруку римське укріплення було на місці "Schloss Prugg" (замок герцога Гарраха), одна частина якого все ще називається "Римська вежа" (хоча була побудована в Середньовіччі).
Після розпаду Римської імперії перші сліди нового поселення датуються приблизно 900 роком. Могили того часу демонструють угорський, а пізніше франкський/баварський вплив. У 1074 році поселення вперше задокументовано як "Aschirichesprucca" і піднесено до статусу міста в 1239 році. У 13 столітті Брук було перебудовано відповідно до прямокутної схеми вулиць на північний схід від старого поселення.
Попри те, що Брук був досить сильно укріплений, він ніколи не грав важливої ролі у військовому конфлікті. За тривалий період воєн з Турецькою імперією укріплення вже застаріли, тому Брук навіть не намагався протистояти турецьким військам, коли вони підходили до Відня в 1529 і 1683 роках (Віденська битва). Тому Брук не був знищений (на відміну від інших міст, таких як Гайнбург).
Після цього періоду Брук процвітав і став важливим центром виробництва та торгівлі вином. Під час наполеонівських війн Брук був центром маневрів австрійської армії, яким він залишався протягом 19 століття. У 1867 році була зведена важлива постійна військова база. Після закінчення Першої світової війни в 1918 році Австро-Угорська імперія розпалася. Більша частина Брука належала Австрії, але військова база та головна залізнична станція знаходилися з угорської сторони кордону (ця частина Брука називається Брукнойдорф).
У 1921 році, коли західні частини Угорщини були включені до території Австрії під назвою «Бургенланд», Брук залишився розділеним між провінціями Нижня Австрія та Бургенланд. Брук-ан-дер-Лейта став столицею однойменного району. Попри важливу військову базу поруч із Бруком, місто не сильно постраждало від Другої світової війни. Важливими пам'ятками є міські стіни 13-го століття, барокова церква та старий замок Schloss Prugg герцогів Гаррах.
Сьогодні місто процвітає завдяки енергетиці. Поруч є велика вітрова електростанція (60 МВт), яка виробляє всю електроенергію для міста. Насправді вітряна електростанція виробляє більше енергії, ніж споживає місто, тому місто отримує на цьому прибуток через продаж енергії.